# Furûsiyya

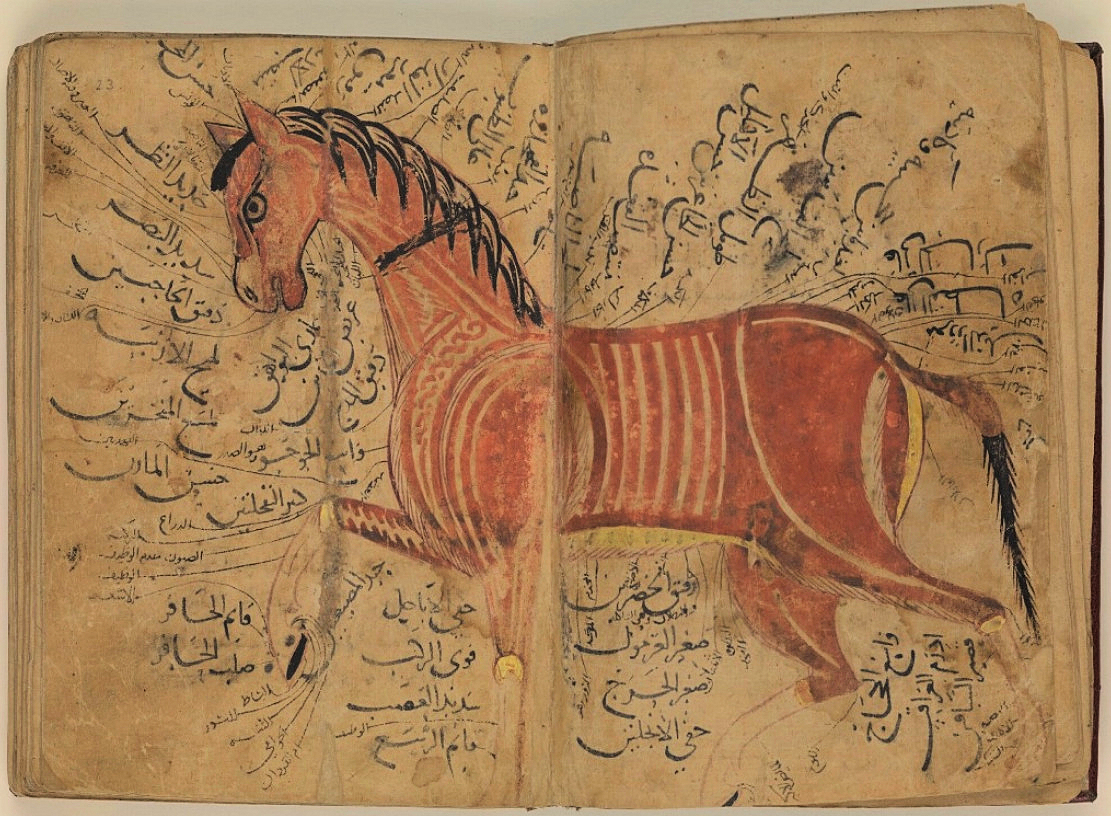
Il·lustració dels «punts bons» d'un cavall en un manuscrit del segle XIII

La furussiyya (àrab: الفروسية, al-furūsiyya, ‘la cavalleria’) és l'art de la cavalleria als països islàmics. Desenvolupat al període abbàssida, va donar lloc a nombrosos tractats, en particular en època mameluca. Va ser una component essencial de l'educació dels prínceps musulmans.

## Descripció
El terme furussiyya deriva de furussa, ‘equitació’, i aquest al seu torn de faras, ‘cavall'. La furussiyya es presenta doncs sota forma de ciències de la cavalleria, però la disciplina es concentra principalment en la caça i el combat. La furussiyya agrupa disciplines molt variades: l'equitació, els jocs amb cavall (polo...), el combat a cavall i a peu, entre d'altres.

## Història
Els seus orígens es remunten a l'establiment del Califat Abbàssida durant la segona meitat del segle viii. Es va desenvolupar en dues disciplines diferents: la furussiyya superior (al-ulwiyya), que es practica sobre el cavall, i la furussiyya inferior (as-sufliyya), que es practica a terra. Els militars i la noblesa també practicaven la furussiyya, anomenades al-harbiyya i an-nabila, respectivament. El tercer califa abbàssida, al-Mahdí, va ser el primer en accedir al poder seguint els principis d'al-furussiyya an-nabila. La furussiyya nabila agrupa els conceptes preislàmics de xajaa (‘coratge’), xahama (‘galanteria’), muruwwa (‘virilitat’) i sakha (‘generositat’).
Des del 2013, la Copa de les nacions de salt d'obstacles té el nom esponsoritzat de Furusiyya FEI Nacions Cup. L'espònsor n'és el Fons eqüestre saudita (Saudi Equestrian Fund).

## Tractats de furusiyyah
Alguns dels tractats primerencs (dels segles IX i X) no es conserven i només es coneixen a través de referències d'autors posteriors:
- al-Asmaí, Kitab al-khayl, «Llibre del cavall»
- Ibn Abi-d-Dunya (m. en 894), Al-sabq wa ar-ramí
- at-Tabaraní (m. en 971), Fadl ar-ramí
- al-Qarrab (m. en 1038), Fadàïl ar-ramí

Llista de tractats conservats, amb indicació de l'autor, el títol i els manuscrits conservats, i llurs edicions:
| Autor                                                                         | Data                          | Títol | Manuscrits/Edicions |
| ----------------------------------------------------------------------------- | ----------------------------- | --- | --- |
| Ibn Akhī Hizām (Muḥammad ibn Yaʿqūb ibn Ghālib ibn ʿAlī al-Khuttalī)          | actiu c. 900                  | "Kitāb al-Furūsiyya wa-al-Bayṭarah" (or "Kitāb al-Furūsiyya wa-Shiyāt al-Khayl") | Istanbul, Biblioteca Estatal Bayezit, Veliyüddin Efendi MS 3174 Londres, British Library, MS Add. 23416 (segle XIV) Istanbul, Biblioteca de la Mesquita de Fatih, MS 3513 (afegit el títol "Al-Kamāl fī al-Furūsiyya...") Martin Heide (trans.), Das Buch der Hippiatrie, Kitāb al-Bayṭara, Veröffentlichungen der Orientalischen Kommission 51.1-2, Harrassowitz (2008). |
| Al-Tarsusi (Marḍī ibn ʿAlī al-Ṭarsūsī)                                        | mort en 1193                  | "Tabṣirat arbāb al-albāb fī kayfīyat al-najāt fī al-ḥurūb min al-anwā' wa-nashr aʿlām al-aʿlām fī al-ʿudad wa-al-ālāt al-muʿayyanah ʿalá liqā' al-aʿdā'"                                                  | Oxford, Bodleian Library, MS Huntington 264 |
| Abū Aḥmad (Abū Muḥammad Aḥmad ibn ‘Atīq al-Azdī)                              | 1223                          | "Kitāb al-furūsiyya wa-l-bayṭarah" (versió abreujada del tractat d'Ibn Akhī Ḥizām's treatise) | Londres, British Library Or 1523 |
| Al-Zahirī (Badr al-Dīn Baktūt al-Rammāḥ al-Khāzindārī al-Zahirī)              | segle xiii                    | "Kitāb fī ʿIlm al-Furūsiyya wa-Laʿb al-Rumḥ wa-al-Birjās wa-ʿIlāj al-Khayl" (or "ʿIlm al-Furūsiyya wa-Siyāsat al-Khayl", "Al-Furūsiyya bi-rasm al-Jihād wa-mā aʿadda Allāh li 'l-Mujāhidīn min al-ʿIbād") | París, Bibliothèque Nationale, MS 2830 (fols. 2v.–72r.) ed. al-Mihrajān al-Waṭanī lil-Turāth wa-al-Thaqāfah, Riyadh (1986) Muḥammad ibn Lājīn Rammāḥ (ed.), Silsilat Kutub al-turāth 6, Damasc, Dār Kinān (1995). |
| Al-Aḥdab (Najm al-Dīn Ḥasan al-Rammāḥ)                                        | mort el 1295 / AH 695         | "Al-Furūsiyya wa-al-manāṣib al-ḥarbiyya" (El llibre de la cavalleria militar i mecanismes de guerra enginyosos)                                                                                           | ʿĪd Ḍayf ʿAbbādī, Silsilat Kutub al-turāth, Bagdad (1984). |
| Al-Ḥamwī (Muḥammad ibn Ibrāhīm Ibn Jamāʿah al-Ḥamwī)                          | mort el 1332 / AH 733         | "Mustanad al-ajnād fī ālāt al-jihād" | |
| Ibn al-Mundhir (Abū Bakr al-Bayṭar ibn Badr al-Dīn al-Nāsirī)                 | mort el 1340/1                | "Kāshif al-Wayl fī Maʿrifat Amrāḍ al-Khayl" (o "Kāmil al-ṣināʿatayn fī al-Bayṭarah wa-al-Zardaqah") | París, Bibliothèque Nationale, MS 2813 |
| Al-Aqsarā'ī (Muḥammad ibn ʿIsá ibn Ismāʿīl al-Hanafī al-Aqsarā'ī)             | mort el 1348                  | "Nihāyat al-Sūl wa-al-Umniyya fī Taʿlīm Aʿmāl al-Furūsiyya" | Londres, British Library, MS Add. 18866 (datat en 1371); Biblioteca Chester Beatty, MS Ar 5655 (datat en 1366). |
| Al-Nāṣirī (Muḥammad Ibn Manglī al-Nāṣirī)                                     | mort després del 1376         | "Al-Adillah al-Rasmiyya fī al-Taʿābī al-Harbiyya" | Istanbul, Ayasofya Library, MS 2857 |
| Al-Nāṣirī (Muḥammad Ibn Manglī al-Nāṣirī)                                     | mort després del 1376         | "Al-Tadbīrāt al-Sulṭāniyya fī Siyāsat al-Sināʿah al-Harbiyya" | Londres, British Library, MS Or. 3734 |
| Al-Nāṣirī (Muḥammad Ibn Manglī al-Nāṣirī)                                     | mort després del 1376         | "Uns al-Malā bi-Waḥsh al-Falā" | París, Bibliothèque Nationale, MS 2832/1 |
| Aṭājuq (Alṭanbughā al-Husāmī al-Nāṣirī)                                       | 1419 / AH 822                 | "Nuzhat al-Nufūs fī Laʿb al-Dabbūs" | El Caire, Dār al-Kutub al-Miṣriyya, MS 21 furūsiyya Taymūr |
| Sulaymānah (Yūsuf ibn Aḥmad)                                                  | escrit abans de 1427 / AH 830 | "Faraj al-Makrūb fī aḥkām al-ḥurūb wa muʻānātihā wa-mudaratiha wa-lawazimiha wa-ma yasu'u bi-amrihā" | |
|                                                                               |                               | "Al-ʿAdīm al-Mithl al-Rafīʿ al-Qadr" | Istanbul, Topkapı Sarayı Library, MS Revan 1933 |
| pseudo-Al-Aḥdab; Aḥmad ibn Muḥammad Abū al-Maʿālī al-Kūfī                     | segle xvii                    | "Kitāb al-Furūsiyya" (títol afegit) | París, Biblioteca Nacional de França, MS 2829 |
| Al-Asadī (Abū al-Rūḥ ʿIsá ibn Hassān al-Asadī al-Baghdādī)                    |                               | "Al-Jamharah fī ʿUlūm al-Bayzarah" | Londres, British Library, MS Add. 23417 Madrid, Biblioteca d'El Escorial, MS Ar. 903 |
| ʿUmar ibn Raslān al-Bulqīnī                                                   |                               | "Qaṭr al-Sayl fī Amr al-Khayl" | Istanbul, Süleymaniye Library, MS Şehid Alī Pasha 1549 |
| Sharaf al-Dīn ʿAbd al-Mu'min ibn Khalaf al-Dimyāṭī                            |                               | "Faḍl al-Khayl" | París, Bibliothèque Nationale MS 2816 |
| Abū Muḥammad Jamāl al-Dīn ʿAbd Allāh Ibn Maymūn                               |                               | "Kitāb al-Ifādah wa-al-Tabṣīr li-Kull Rāmin Mubtadi' aw Māhir Naḥrīr bi-al-Sahm al-Tawīl wa-al-Qaṣīr" | Istanbul, Biblioteca de Köprülü Mehmet Pasha, MS 1213 |
| ʿAlā'al-Dīn ʿAlī ibn Abī al-Qāsim al-Naqīb al-Akhmīmī                         |                               | "Hall al-Ishkāl fī al-Ramy bi-al-Nibāl" | París, Bibliothèque Nationale, MS 6259 |
| ʿAlā'al-Dīn ʿAlī ibn Abī al-Qāsim al-Naqīb al-Akhmīmī                         |                               | "Naqāwat al-Muntaqá fī Nāfiʿāt al-Liqā" | Londres, British Library, MS Add. 7513/2 |
| Rukn al-Dīn Jamshīd al-Khwārazmī                                              |                               | sense títol | Londres, British Library, MS Or. 3631/3 |
|                                                                               |                               | "Kitāb fī Laʿb al-Dabbūs wa-al-Sirāʿ ʿalá al-Khayl" | París, Bibliothèque Nationale, MS Ar. 6604/2 |
|                                                                               |                               | "Kitāb al-Hiyal fī al-Hurūb wa-Fatḥ al-Madā'in wa-Hifz al-Durūb" | Londres, British Library, MS Add. 14055 |
|                                                                               |                               | "Kitāb al-Makhzūn Jāmiʿ al-Funūn" / "Kitāb al-Makhzūn li-Arbāb al-Funūn" | París, Bibliothèque Nationale, MS 2824 i MS 2826 |
| Husām al-Dīn Lājīn ibn ʿAbd Allāh al-Dhahabī al-Husāmī al-Tarābulṣī al-Rammāḥ |                               | "Kitāb ʿUmdat al-Mujāhidīn fī Tartīb al-Mayādīn" | París, Bibliothèque Nationale, MS Ar. 6604/1 |
|                                                                               |                               | "Al-Maqāmah al-Salāḥiyya fī al-Khayl wa-al-Bayṭarah wa-al-Furūsiyya" | El Caire, Dār al-Kutub al-Miṣriyya, MS 81 furūsiyya Taymūr |
| Shams al-Dīn Muḥammad ibn ʿAbd al-Raḥmān al-Sakhāwī                           |                               | "Al-Qawl al-Tāmm fī (Faḍl) al-Ramy bi-al-Sihām" | El Caire, Dār al-Kutub al-Miṣriyya, MS 2m funūn ḥarbiyya |
|                                                                               |                               | "Sharḥ al-Maqāmah al-Salāḥiyya fī al-Khayl" | París, Bibliothèque Nationale, MS Ar. 2817 |
| al-Hasan ibn Muḥammad ibn ʿAysūn al-Hanafī al-Sinjārī                         |                               | "Hidāyat al-Rāmī ilá al-Aghrāḍ wa-al-Marāmī" | Istanbul, Biblioteca Topkapı Sarayı, MS Ahmet III 2305 |
| Nāṣir al-Dīn Muḥammad ibn ʿAlī al-Qāzānī al-Sughayyir                         |                               | "Al-Mukhtaṣar al-Muḥarrar" | Istanbul, Biblioteca Topkapı Sarayı, MS Ahmet III 2620 |
| Nāṣir al-Dīn Muḥammad ibn ʿAlī al-Qāzānī al-Sughayyir                         |                               | "Al-Hidāyah fī ʿIlm al-Rimāyah" | Oxford, Bodleian Library, MS Huntington 548 |
| Nāṣir al-Dīn Muḥammad ibn ʿAlī al-Qāzānī al-Sughayyir                         |                               | "Sharḥ al-Qaṣīdah al-Lāmiyya lil-Ustādh Sāliḥ al-Shaghūrī" | París, Bibliothèque Nationale, MS Ar 6604/3 |
| Jalāl al-Dīn ʿAbd al-Raḥmān ibn Abī Bakr al-Suyūṭī                            |                               | "Ghars al-Anshāb fī al-Ramy bi-al-Nushshāb" | Londres, British Library, MS Or. 12830 |
| Abū Muḥammad ʿAbd al-Raḥmān Aḥmad al-Tabarī                                   |                               | fragment sense títol | Londres, British Library, MS Or. 9265/1 |
| Abū Muḥammad ʿAbd al-Raḥmān Aḥmad al-Tabarī                                   |                               | "Kitāb al-Wāḍiḥ (fī ʿIlm al-Ramy)" | Londres, British Library, MS Or. 9454 |
| Taybughā al-Ashrafī al-Baklamīshī al-Yunānī                                   |                               | "Kitāb al-Ramy wa-al-Rukūb" (títol afegit) | París, Bibliothèque Nationale, MS 6160 |
| Husayn ibn ʿAbd al-Raḥmān al-Yūnīnī                                           |                               | "Al-Nihāyah fī ʿIlm al-Rimāyah" | Istanbul, Biblioteca d'Ayasofya, MS 2952 |
| Abū al-Naṣr al-Qāsim ibn ʿAlī ibn Husayn al-Hāshimī al-Zaynabī                |                               | "Al-Qawānīn al-Sulṭāniyya fī al-Sayd" | Istanbul, Biblioteca de la Mesquita de Fatih, MS 3508 |

## Altres tractats
- Ibn Hudhayl. Gala de caballeros y blasón de paladines. Traducció y comentaris de María Jesús Viguera.[11]
  - Traducció francesa. La parure des cavaliers et l'insigne des preux.[12]
- Denis Bogros.
  - [13]
  - [14]
- Nâçerî. Un tractat molt extens i detallat sobre els cavalls àrabs: Le Nâcérî. La perfection des deux arts, ou Traité complet d'hippologie et d'hippiatrie arabes.
  - [15]
  - [16]
  - [17]